# De bedrieger bedrogen
De bedrieger bedrogen is een hoorspel dat gebaseerd is op een verhaal van John Owen en James Parkinson. Het werd op 4 juni 1985 door de AVRO uitgezonden en vertaald door Loes Moraal.
De regie had Hero Muller. Het hoorspel bestaat in twee delen en duurt samen ongeveer 57 minuten.

## Rolverdeling
- Andrew Collins - Johan Sirag
- Henry Collins - Eric van der Donk
- Anne Dawlish - Marieke van der Pol
- Jeffrey Dawlish - Marcel Maas
- Charles McCollick - Ad van Kempen
- Vicky - Wivineke van Groningen
- Inspecteur Nuttall - Frans Kokshoorn
- Brigadier Powell - Frans Koppers
- Mike - Kees Broos

## Plot
De schatrijke diamantair Andrew Collins heeft zijn vermogen onder voorwaarden aan zijn dochter Anne nagelaten. Tot haar dertigste levensjaar zal het vermogen worden beheerd en alleen in geval van uiterste noodzaak eerder vrijkomen. Dit alles zint Jeffrey Dawlish, de luie echtgenoot van Anne, niet en hij bedenkt meteen een manier om het geld vrij te krijgen. Samen met zijn vrouw Anne die hij onder druk gezet heeft, ensceneert hij een ontvoering waarbij ze losgeld van honderdvijftigduizend pond aan diamanten eisen. Jeffrey vraagt onmiddellijk de oom van Anne, Henry, om hulp en deze belooft voor de diamanten te zorgen. Wat Anne echter niet weet, is dat Jeffrey van plan is stiekem met de diamanten en zijn geheime liefde Vicky naar Rio te gaan. Toch loopt het niet allemaal goed voor Jeffrey af.